# حاملة الطائرات اليابانية سوريو
حاملة الطائرات اليابانية سوريو هي كانت حاملة طائرات تابعة للحرية الإمبراطورية اليابانية، شاركت السفينة في الحرب اليابانية الصينية الثانية وشاركت في الحرب العالمية الثانية بداية من الهجوم على بيرل هاربر كما شاركت طائرتها في قصف داروين، تعرضت للقصف من قبل الطائرات الأمريكية وغرقت أثناء معركة ميدواي.